# Aerosol frío

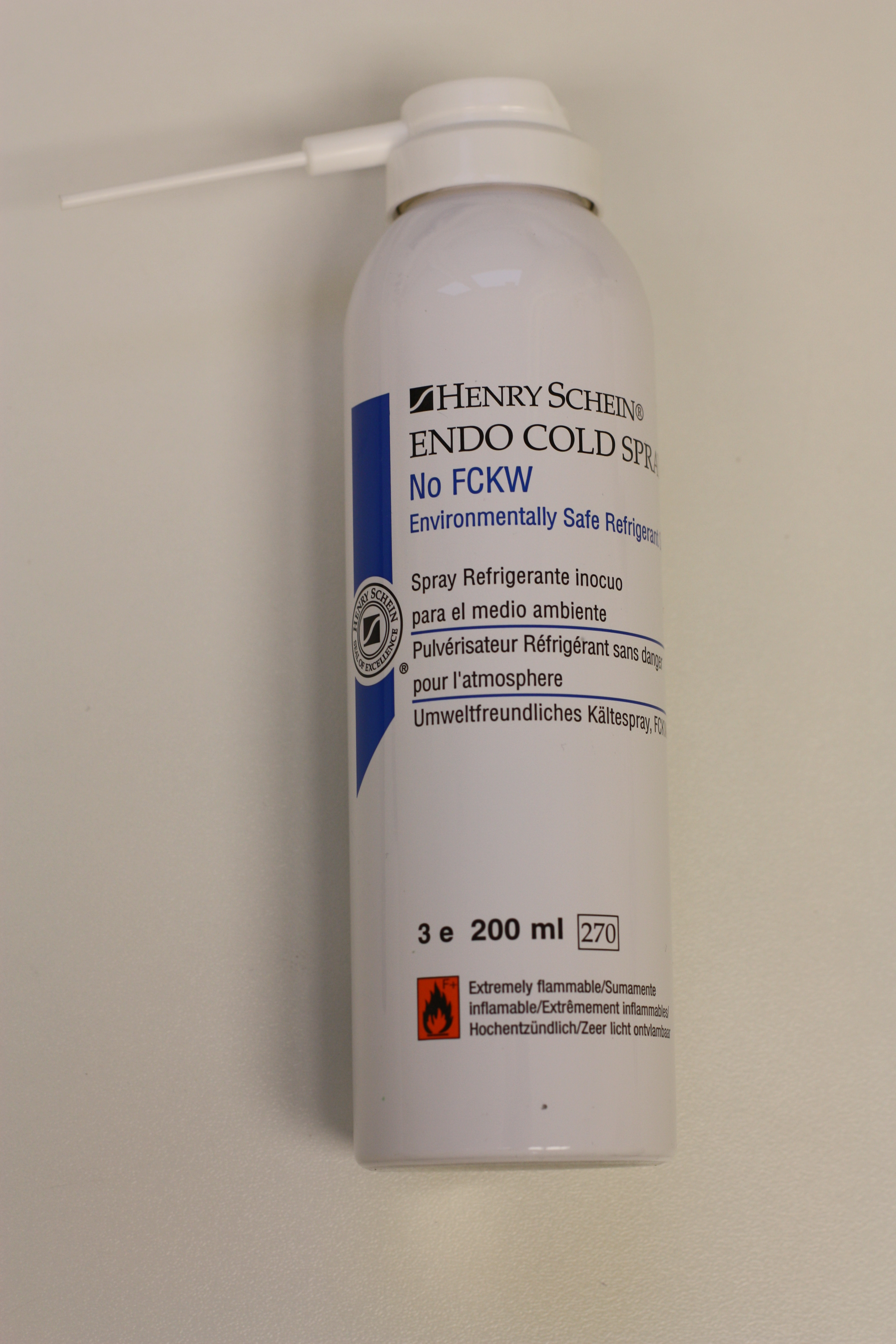
Aerosol de uso dental que contiene propano, butano y etanol.

El aerosol frío,  aerosol de hielo, espray mágico o espray refrigerante es un tipo de producto en aerosol que contiene un gas licuado usado para enfriar con rapidez superficies, en usos médicos e industriales. Por lo general es comercializado en latas de aerosol portátiles. Consiste de diversas sustancias, las cuales producen distintas temperaturas, dependiendo del uso.  
Algunos son muy inflamables.  Varios tipos de aerosoles de gases comprimidos producen un efecto de congelamiento: por ejemplo, tetrafluoroetano, sopladores con aire comprimido, nitrógeno líquido, y extintores de fuego de dióxido de carbono.

## Usos

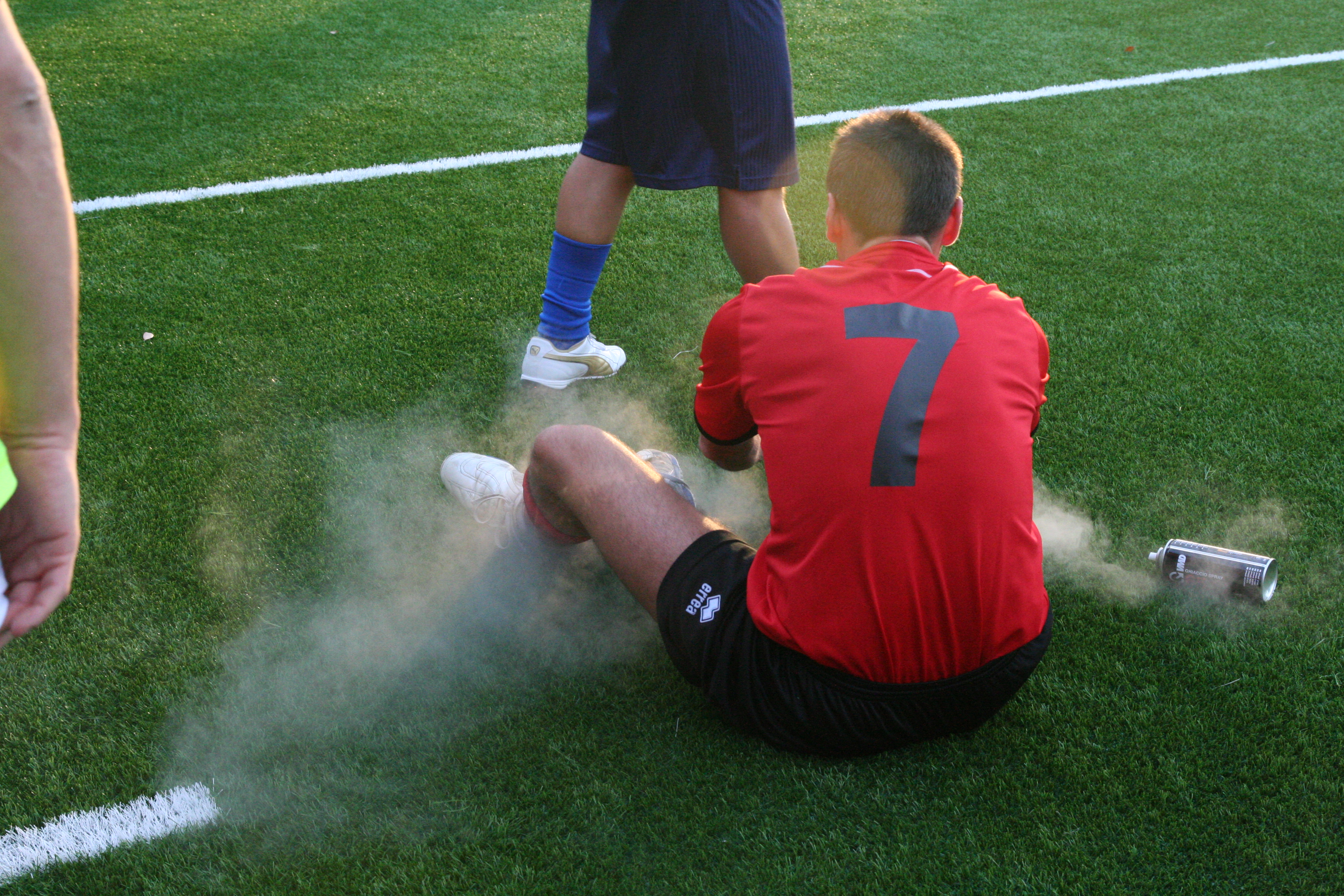
Aerosol de hielo "mágico" usado para tratar heridas deportivas.

### Industria
Para refrigerar localmente componentes electrónicos durante diagnóstico de problemas se puede usar dimetil éter o tetrafluoroetano.
Los aerosoles de congelamiento también son utilizados para contraer metales para armar y desarmar partes con ajustes por interferencia.
La temperatura extrema puede causar que materiales viscoelásticos cambien a fase vidrio. Por lo que es útil para remover diversos tipos de adhesivos sensibles a presión.

### Medicina

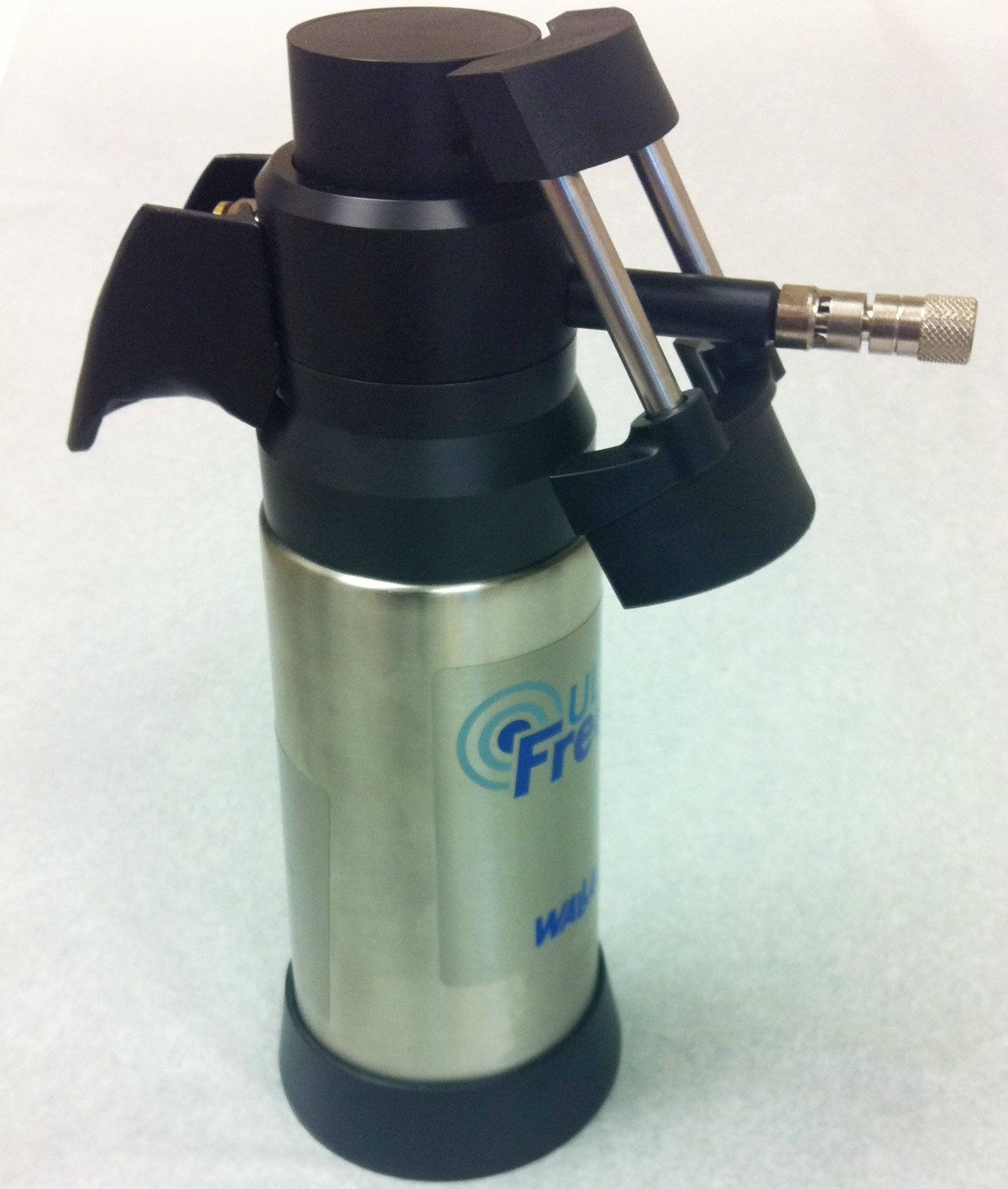
Aplicador de crioterapia medicinal con nitrógeno líquido

En medicina, se utilizan latas de dimetil éter o tetrafluoroetano para congelar y destruir tejido, para quitar verrugas y papilomas cutáneos, u otros usos en  criocirugía. A veces también se utiliza gas licuado del petróleo incluido propano y butano. Todos estos también pueden ser utilizados como una anestesia tópica, a causa del efecto adormecedor que produce el frío, si bien existe el riesgo de inducir lesiones por congelamiento.
Se puede usar cloroetano como un aliviador local de dolor, y como alternativa a la terapia con bolsa de hielo para reducir la inflamación e hinchazón. Dado que su punto de ebullición se encuentra muy por encima del punto de congelamiento del agua, existe menos riego de congelar la piel, si bien aun así puede ser peligroso si no se le utiliza correctamente. Puede ser utilizado para tratar heridas deportivas, ámbito en el que se le denomina aerosol de hielo o aerosol mágico.

### Otros
El aerosol frío, se utiliza también en la marca de animales en el campo; por ejemplo marcando la cola de monos. Se realizan investigaciones para determinar cual es la dosis recomendada a utilizar y el tiempo de aplicación para minimizar las probabilidades de producir daños permanentes a los animales.